# Memling (trein)
De Memling was een Europese internationale trein voor de verbinding Brussel - Parijs en later Oostende - Keulen. De trein is vernoemd naar de Belgische schilder Hans Memling.

## Geschiedenis
De Memling is op 29 september 1974, samen met de TEE Rubens, in het TEE-net opgenomen als aanvulling op de bestaande TEE's tussen Parijs en Brussel. De zes TEE treinen werden hernummerd in volgorde van vertrektijd. De Memling vertrok als eerste uit Parijs en kreeg daardoor een lager nummer dan de bestaande verbindingen, namelijk TEE 79. Voor de rit in zuidelijke richting nam de Memling het nummer TEE 86 over van de TEE Ile de France die op zijn beurt, als laatste verbinding, nummer TEE 88 kreeg. Op 30 mei 1984 is de exploitatie van de Memling als TEE beëindigd.
Toen het EuroCity-net van start ging kwam de naam Memling weer terug, echter op een ander traject. De Memling verzorgt nu het oorspronkelijke traject van TEE Saphir, van Oostende naar het Ruhrgebied.

## Trans Europ Express

### Rollend materieel
De treindienst werd uitgevoerd met elektrische tractie en getrokken rijtuigen.

#### Tractie
Als locomotieven zijn de Franse meersysteem locomotieven CC 40100 en de bijna technisch identieke Belgische reeks 18 ingezet.

#### Rijtuigen
Als rijtuigen werden Franse Inox-rijtuigen van de types PBA (Parijs Brussel Amsterdam) en Mistral 69 ingezet. Deze rijtuigen waren deels ondergebracht bij de SNCF en deels bij de NMBS

### Route en dienstregeling
| TEE 86 ↓ | land      | station      | km  | ↑ TEE 79 |
| -------- | --------- | ------------ | --- | -------- |
| 18:40    | België    | Brussel Zuid | 0   | 09:05    |
| 21:00    | Frankrijk | Parijs Noord | 310 | 06:45    |